# Masacrul de la Sighiștel
Masacrul de la Sighiștel a fost un eveniment petrecut la data de 3 martie 1919 în zona satului Sighiștel din Comitatul Bihor. În cursul acestuia, un număr de civili de etnie română au fost uciși de către subunități militare maghiare venite de la Băița. Sighistel. Primii patru români de      aici, uciși: Sofron Baicu, Teodor Pele, Macsim Zoica și Sandre      Zoica. Au urmat Ștefan lui Simion, din Băița omorât de o      schijă de grenadă, Ghergar Vasile, tot din Băița împușcat,      Pașca Ilie a Ciontului în vârstă de 60 de ani, omorât de      gloanțele, lângă gospodăria s-a făcută scrum,      Tuduc Costan a Licuții, de 73 ani, împușcat și ars cu casă      cu tot, Boldor Vasile, ars de viu cu casă cu tot, Boldor Măriuca,      arsă de vie, Roman Măriuca, arsă, i s-a găsit numai      cenușa și câteva oase, Haneș Ileana, de 60 de ani, împunsă      cu baioneta și arsă, Pașca Anisie a lui Costi, împunsă      cu baioneta și arsă.